# Смањење волумена ванћелијске течности
Смањење волумена ванћелијске течности или хиповолемија стање је снижене интраваскуларне запремине течности у организму, која може бити последица губитка соли и воде или смањења волумена крви.  Хиповолемија се односи на губитак ванћелијске течности и не сме се мешати са дехидрацијом — која је последица превеликог губитака укупне телесне воде што резултира ћелијском хипертоничношћу (након релативно значајног губитка течности унутар појединих ћелија).
Хиповолемија је узрокована низом различитих догађаја, који се могу сврстати у две категорије: оне повезане са функцијом бубрега и оне које то нису. Знакови и симптоми хиповолемије погоршавају се како се количина изгубљене течности повећава. Одмах или убрзо након благог губитка течности може се јавити главобоља, умор, слабост, вртоглавица или жеђ (као код трансфузије крви, пролива, повраћања).
Нелечена хиповолемија или прекомерни и брзи губици циркулишућег волумена могу довести до знакова и симптома хиповолемичког шока укључују убрзан рад срца, низак крвни притисак, бледу или хладну кожу и измењен ментални статус. Када се виде ови знакови, треба одмах предузети ургентне мере надокнаде изгубљене запремине течности или крви.

## Алтернативни називи
У случајевима када се губитак волумена крви очигледно изазван губитком крви више се користи назив искрвављеност (за разлику од нпр дехидрације), па тако већина лекара више преферира примени израз ексангулација због веће специфичности и прецизнијег описа, с тим што је последњи израз сада чешћи у релевантним контекстима.

## Етиологија
Многобројни етиолошки фактори могу да доведу до губитка волумена крви у циркулацији, међу којима су најзначајнији;
| Етиолошки фактор               | Последице |
| ------------------------------ | --- |
| Крварење                       | Крварења према месту изливања крви деле се на; - Спољашња крварења: - ране не кожи, - отворени преломи, - крварење из уста и носа, - хемороиди - Унутрашња крварења: - руптура слезине, јетре, - повреде крвних судова, - гастроинтестинална крварења (крварећи чир, варикозитети једњака), - руптура аорте, - Мецкелов дивертикул - хематемеза |
| Губитак плазме                 | - Опекотине - Запаљење или сепса (синдром капиларне пропустљивости) - Нефротски синдром - Губитак течности у тзв. „трећи простор“ (опструкција црева, панкреатитис, перитонитис, асцитес...). |
| Губитак течности и електролита | - Акутни гастроентеритис, - повраћање - пролив - Прекомерно знојење и цистичне фиброзе, - Болести бубрега. |
| Ендокрине болести              | - Инсуфицијенција надбубрежне жлезде, - Шећерна болест, - Дијабетес инсипидус. |
| Релативна хиповолемија         | - Анафилакса - Сепса - Вазодилататорни клекови - Неуроаксијални блокови (спинални или епидурални) |

## Патофизиологија
Хемодинамске и биохемијске промене које се дешавају због губитка волумена у циркулацији умногоме зависе од; 
- Брзине којом настају губици волумена.
- Количине изгубљеног волумена.
- Општег стања болесника, у моменту смањења волумена у циркулацији.

Код постепеног губитка крви, активирају се компензаторни хемодинамски механизми који доводе до попуњавања интраваскуларног простора, што може за извесно време да одложи израженије поремећаје циркулације.
Смањење волумена у циркулацији, доводи до смањења прилива венске крви у срце. Ово смањује централни венски прилив и плућни капиларни притисак, што има за последицу смањен притисак пуњења леве коморе срца, смањење минутног волумена срца и појаву хипоксије на периферији.
Смањено снабдевања ткива кисеоником и низак крвни притисак надражују интракардијалне рецепторе, за низак притисак и барорецепторе у каротидном синусу и луку аорте који шаљу рефлексне одговоре преко каротидних центара у продуженој мождини. Настаје стимулација сржи надбубрега што доводи до ослобађања катехоламина. Тиме се активира адренергични механизам симпатикуса који се карактерише спазмом (вазоконстрикцијом) и повећаним отпором у периферним крвним судовима уз истовремено појачање контрактилне снаге срчаног мишића и убрзавање срчане фреквенције. Вазоконстрикција артеријских и прекапиларних сфинктера изазива снижење хидростатског притиска у капиларима због чега је смањена нормална дифузија течности из њих. Истовремено високо молекуларне супстанце, које ослобађа јетра повећавају онкотски притисак плазме, а резултат тога је дифузија у капиларе више од 1 литра течности на сат из околних ткива.
У плућима повећан тонус симаптикуса изазива тахипнеју (убрзано дисање), а у бубрезима вазоконстрикцију са смањеним протоком крви. Импулси долазе из јукстагломеруларног апарата, који ослобађа ренин, услед чега се ствара ангиотензин 1 и 2, а они даље стимулишу ослобађање алдостерона. Он заједно са антидиуретичким хормоном (АДХ) из хипофизе, повећава реапсорпцију натријума и воде, што одржава крвни волумен.
Адренергична реакција се не дешава у целом организму већ селективно у појединим деловима тела (слезина, панкреас, кожа). Ово омогућава смањење капацитет венског система, а у циркулацији се налази и до 1 литра крви више. Тако настаје редистрибуција крви у корист циркулације у виталним органима као што су срце, мозак и јетра. Коронарни проток у срцу, са 4-5% колико износи у нормалним физиолошким условима, расте на 15-25%. Тада ће једине манифестације хиповолемијског шока бити смањење масе еритроцита, хемоглобина и хематокрита. Иако ови механизми могу да компензују губитак запремине крви до одређене границе, ткивна оксигенација може бити угрожена, ако се благовремено не започне са лечењем.
Губитак циркулишуће течности изнад 28% укупне течности, организам не може да компензује, настаје исцрпљивање компензаторних механизама и продубљивање хиповолемијског шока, највероватније због хипоксије и ткивне ацидозе. У организму долази до периферне вазодилатације, застоја (стазе) крви у периферној циркулацији, што још више смањује прилив крви у срце и доводи до смањења минутног волумена срца и појаве иреверзибилног шока.
Паралелно са овим променама настаје и поремећај у онконтском притиску плазме и смањењу хидростатског притиска у капиларима што потенцира прелаз течности у интерстицијална ткива. На крају све ово појачава секрецију антидиуретског хормона и алдостерона.

## Клиничка слика
Клиничку слику хиповолемије у терминалној фази болести карактерише појава хиповолемијског шока, са следећом симптоматологија која се манифестује у неколико фаза; 
| Фаза шока                              | Губитак крви          | Знаци и симптоми |
| -------------------------------------- | --------------------- | --- |
| Прва (компензаторна) фаза              | 15% (750 cm³)            | - Раздражљивост - Бледило коже - Хладни удови - Убрзан и мек пулс - Убрзан рад срца (тахикардија) - Нормална вредност крвног притиска - Блага анксиозност |
| Друга фаза                             | 15-30% (750-1500 cm³)    | - Сужење крвних судова (вазоконстрикција) престаје - Убрзан рад срца (тахикардија > 100 откуцаја/минути) - Убрзано дисање - Крвни притисак се одржава - Пораст дијастолног притиска - Ослабљен пулсни талас - Знојење изазвано стимулацијом симпатикуса - Блага узнемиреност Напомена: престанак сужење крвних судова (попушта вазоконстрикција) |
| Трећа фаза-рана декомпензација         | 15-30% (1.500-2.000 cm³) | - Сомноленција - Убрзано дисање (тахипнеа >30 респирација у минути) - Убрзан рад срца (>120 откуцаја у минути) - Смањено излучивање мокраће (олигурија) - Метаболичка ацидоза - Ниска вредност крвног притиска,(на 100 ) Напомена:смањена перфузија јетре, бубрега и интестиналног тракта                                                        |
| Четврта фаза-кардиореспираторни застој | > 40% (> 2000 cm³)       | - Дезоријентација (сужен ниво свести) - Периодично дисање - Веома слаб пулс - Екстремно убрзан рад срца (тахикардија са слабим пулсним таласом) - Тешка хипотензија (<70 ) - Неправилан рад срца - Кома Напомена: смањена прокрвљеност срца и мозга                                                                                              |

## Дијагноза
Дијагноза хиповолемије се поставља на основу; 
Клиничких симптома
У којима доминира; тахикардија (катехоламини), бледило коже, конфузија и кома (церебрална хипоксија), тахипнеја (хипоксија и ацидоза), жеђ, смањена диуреза (измокравање).
Хемодинамских промена
Хемодинамске промене у организму код хиповолемијског шока обухватају; крвни притисак, минутни волумен срца, периферни васкуларни отпор, централни венски притисак, мерење једночасовног измокравања (диурезе).
Биохемијски промена у организму
Тежина шока поставља се на основу клиничке слике четири степена хеморагије (крварења)
|                                | Први степен     | Други степен            | Трећи степен          | Четврти степен           |
| ------------------------------ | --------------- | ----------------------- | --------------------- | ------------------------ |
| Губитак крви (ml)              | < 750 0-15%     | 750-1500 15-30%         | 1500-2000 30-40%      | > 2000 40%               |
| Фреквенција дисања (удаха/min) | Нормална        | Нормална                | Тахипнеја < 20        | Тахипнеја 20             |
| Пулс (откуцаја/min)            | Незнатно убрзан | 100-120                 | 120 филиформан        | > 120 веома слаб         |
| Систолни притисак (mmHg)       | Нормалан        | Нормалан                | Хипотензија           | Изражена хипотензија     |
| Диуреза (ml/h)                 | > 30            | 20-30                   | 10-20                 | 0-10                     |
| Ментални статус                | Поремећен       | Анксиозност Агресивност | Несвестица Конвулзије | Летаргија Губитак свести |

## Терапија
Са реанимацијом код хиповолемије мора се започети што пре (у току првих 24 до 48 часова). Ове мере су обично усмерене на сузбијање хиповолемијског шока, спасавање живота и одржавање виталних функција, и имају следеће циљеве:.
- Одржати интраваскуларни и минутни волумен срца, контролом крварења, надокнадом волумена и фармаколошком потпором миокарда
- Аналгезија
- Одржати функцију бубрега,
- Очувати плућну функцију, одржавањем проходности дисајних путева и адекватном оксигенацијом са 100% O2
- Лечење удружених повреда и њихових компликација,
- Лечење инфекције и контаминације опекотина и рана,
- Дијагностика и лечење претходно постојећих болести, (дијабетес и кардиоваскуларне болести).[10][16][15]